# Simon Child
Simon Child (Auckland, 16 april 1988) is een Nieuw-Zeelands hockeyer.
Sinds 2005 komt de spits uit voor de Nieuw-Zeelandse hockeyploeg The Black Sticks. Hij speelde op het WK in 2006 en op de Olympische Spelen van 2008, 2012 en 2016.
Op 19-jarige leeftijd kwam Child naar Nederland. Hij debuteerde op 24 februari 2008 in het shirt van HC Rotterdam in de Hoofdklasse in de met 4-0 gewonnen wedstrijd tegen Laren waarin hij scoorde.